# 阿寒観光ハイヤー
有限会社阿寒観光ハイヤー（あかんかんこうはいやー）は北海道釧路市阿寒町にあるタクシー事業、および地方自治体からの委託による路線バス事業を行う企業である。

## 本社
北海道釧路市阿寒町新町2-4-7

## タクシー事業
全国的にも珍しい観光タクシー専門の事業者である。特にサイクリストのサポートに強みを持ち、サイクリングガイドツアー・サイクリングサポートタクシー事業を主に行っているが、通常の観光タクシーも運行している。保有車両は9台。

## 乗合タクシー
阿寒町にて釧路市と阿寒バスから路線を委託されて運行している。
- 乗合タクシー布伏内線
  - 阿寒診療所 - 阿寒町 - 上舌辛 - 知茶布 - 布伏内

阿寒バスが雄鉄バスより路線譲渡を受け運行していた布伏内線の末端部に相当する。2009年（平成21年）9月1日から同年12月31日まで阿寒町以遠を休止し乗合タクシーを接続させる実証実験が行われた。実験結果が良好であったことから当初予定を早め、2010年（平成22年）11月30日の運行をもって阿寒町以遠が廃止され、阿寒町 - 阿寒病院（現：阿寒診療所）間を延伸の上でバスと乗合タクシーの接続先を阿寒病院に変更している。
- 仁々志別線
  - 阿寒町（行政センター） - 阿寒高校前 - 山花温泉 - 仁々志別小学校 - 48線

釧路市（旧・阿寒町）より補助を受けて運行していた阿寒バスから2011年（平成23年）7月に移管された路線。仁々志別共和から本町地区を結ぶ唯一の生活路線であり、仁々志別小学校児童の通学及び仁々志別地区の生活における移動手段として機能していたが、仁々志別小学校が2016年（平成28年）3月に廃校となり、地区の児童が他のスクールバスで阿寒小学校へ通学するようになったことで、利用者の著しい減少が続いていた。また、使用しているバス車両の経年劣化もあり、運行を維持することが困難になったため、2019年（令和元年）10月1日より予約制乗り合いタクシーの仁々志別線 あいのりタクシーとしての運行に改められた。あいのりタクシーは共和地区、仁々志別地区、上仁々志別地区、中仁々志別地区、下仁々志別地区の住宅前で乗降が可能になった。